# Primera División Amateur 2020
Het seizoen 2020 van de Primera División Amateur was het vierde seizoen van deze Uruguayaanse voetbalcompetitie op het derde niveau. De competitie begon op 5 september en eindigde op 15 december 2020.

## Teams
Er namen achttien ploegen deel aan de Primera División Amateur tijdens het seizoen 2020. Vijftien ploegen deden vorig seizoen ook mee aan deze competitie. CS Miramar Misiones had vorig jaar niet deelgenomen wegens een te hoge schuldenlast. Rocha FC werd vorig seizoen kampioen en promoveerde naar de Segunda División. Hun plek werd ingenomen door CA Bella Vista, dat uit de Segunda División was gedegradeerd.
Vorig seizoen had CCyD El Tanque Sisley niet deelgenomen aan de Segunda División wegens een te hoge schuldenlast. Om diezelfde reden gaven ze ook verstek voor dit seizoen van de Primera División Amateur.
| Club                      | Stad             | Vorig seizoen      |
| ------------------------- | ---------------- | ------------------ |
| CA Alto Perú              | Montevideo       | 15e                |
| CA Artigas                | Montevideo       | 14e                |
| CA Basáñez                | Montevideo       | 6e                 |
| CA Bella Vista            | Montevideo       | 11e (2ª)           |
| Canadian SC/CSyD Keguay   | Toledo           | 16e                |
| Colón FC                  | Montevideo       | 12e                |
| CCyD El Tanque Sisley     | Montevideo       | Geen deelname (2ª) |
| Huracán FC                | Montevideo       | 5e                 |
| CSD Huracán Buceo         | Montevideo       | 4e                 |
| La Luz FC                 | Montevideo       | 8e                 |
| CSD Los Halcones          | Montevideo       | 9e                 |
| CA Mar de Fondo           | Montevideo       | 13e                |
| CS Miramar Misiones       | Montevideo       | Geen deelname      |
| Club Oriental de Football | La Paz           | 10e                |
| CD Parque del Plata       | Parque del Plata | 11e                |
| CA Platense               | Montevideo       | 7e                 |
| IA Potencia               | Montevideo       | 3e                 |
| Salus FC                  | Montevideo       | 17e                |
| Uruguay Montevideo FC     | Montevideo       | 2e                 |

## Primera Fase
De Primera Fase (eerste fase) werd gespeeld van 5 september tot en met 27 november 2020. Oorspronkelijk zou de laatste speelronde op 24 oktober gespeeld worden, maar door een besmetting met het coronavirus werden enkele wedstrijden verplaatst.
De achttien deelnemende ploegen werden in twee groepen geloot. Voor de loting waren de ploegen in drie potten verdeeld, gebaseerd op de eindstand van het Torneo Apertura van vorig jaar. De top-zes in dat toernooi (met degradant CA Bella Vista in plaats van het gepromoveerde Rocha FC) vormde de eerste pot, de nummers zeven tot en met twaalf vormden de tweede pot en de onderste vijf ploegen, aangevuld met CS Miramar Misiones (dat vorig seizoen niet had deelgenomen) vormden de derde pot. Uit elke pot kwamen er drie ploegen in Groep A en drie ploegen in Groep B. In beide groepen speelden de ploegen eenmaal tegen elkaar. De vier beste ploegen per groep kwalificeerden zich voor de play-offs, waarin gestreden werd om de titel en bijbehorende promotie naar de Segunda División.
In Groep A was CA Basáñez de sterkste ploeg. Ze wonnen hun eerste zeven wedstrijden en speelden in de laatste speelronde gelijk tegen CA Platense. Omdat Platense in die wedstrijd een niet-speelgerechtigde speler had opgesteld kreeg Basáñez ook drie punten voor dat duel. Ook Miramar Misiones kwalificeerde zich voor de play-offs. De ploeg had vorig seizoen niet meegedaan wegens een te hoge schuldenlast, maar plaatste zich met zes overwinningen uit acht duels als nummer twee. Uruguay Montevideo FC en IA Potencia - de nummers twee en drie van vorig seizoen - plaatsten zich ook voor de volgende fase. Salus FC werd vijfde en kwalificeerde zich daarmee weliswaar niet voor de volgende fase, maar hun resultaat was wel een verbetering ten opzichte van de vorige twee seizoenen, toen ze beide keren laatste werden.
In Groep B behaalde La Luz FC overwinningen in hun eerste zeven duels. De laatste wedstrijd tegen degradant Bella Vista ging verloren, hoewel La Luz op dat moment al zeker was van de eerste plaats. Bella Vista was ook al zeker van kwalificatie, maar steeg door de zege op La Luz nog van plek vier naar plek twee. CSD Huracán Buceo en Huracán FC waren vorig jaar vierde en vijfde geworden en waren daarmee (op Bella Vista na) de hoogstgeplaatste ploegen van het vorige seizoen in deze groep. Huracán kon die lijn doortrekken en kwalificeerde zich met een derde plek in de groep voor de play-offs. Huracán Buceo eindigde echter als zevende en was uitgespeeld. De vierde plaats in de groep ging naar Colón FC. Zij waren in 2017 en 2018 tweede geworden, maar vorig jaar slechts twaalfde. Met hun vierde plek in de groep verzekerden ze zich dit seizoen van minimaal de achtste plaats.
Vijf van de acht ploegen die zich plaatsten voor de kwartfinales eindigden vorig seizoen ook in de top-acht. Bella Vista (vorig seizoen nog actief in de Segunda División), Colón en Miramar Misiones (vorig seizoen geen deelname) namen de plek in van Huracán Buceo, Platense en Rocha (gepromoveerd naar de Segunda División).

### Groep A
|    | Club                      | Sp. | W | G | V | Pnt. | DV | DT | DS  |
| -- | ------------------------- | --- | - | - | - | ---- | -- | -- | --- |
| 1. | CA Basáñez                | 8   | 7 | 1 | 0 | 24   | 19 | 4  | +15 |
| 2. | CS Miramar Misiones       | 8   | 6 | 1 | 1 | 19   | 17 | 7  | +10 |
| 3. | Uruguay Montevideo FC     | 8   | 5 | 1 | 2 | 16   | 11 | 5  | +6  |
| 4. | IA Potencia               | 8   | 4 | 2 | 2 | 14   | 7  | 4  | +3  |
| 5. | Salus FC                  | 8   | 1 | 5 | 2 | 10   | 7  | 9  | –2  |
| 6. | Club Oriental de Football | 8   | 2 | 1 | 5 | 10   | 9  | 12 | –3  |
| 7. | Canadian SC/CSyD Keguay   | 8   | 1 | 2 | 5 | 5    | 5  | 12 | –7  |
| 8. | CA Platense               | 8   | 1 | 3 | 4 | 2    | 6  | 11 | –5  |
| 9. | CSD Los Halcones          | 8   | 0 | 2 | 6 | 1    | 6  | 23 | –17 |

### Groep B
|    | Club                | Sp. | W | G | V | Pnt. | DV | DT | DS  |
| -- | ------------------- | --- | - | - | - | ---- | -- | -- | --- |
| 1. | La Luz FC           | 8   | 7 | 0 | 1 | 21   | 20 | 5  | +15 |
| 2. | CA Bella Vista      | 8   | 5 | 2 | 1 | 17   | 12 | 5  | +7  |
| 3. | Huracán FC          | 8   | 5 | 1 | 2 | 16   | 16 | 7  | +9  |
| 4. | Colón FC            | 8   | 4 | 2 | 2 | 14   | 15 | 9  | +6  |
| 5. | CD Parque del Plata | 8   | 3 | 2 | 3 | 11   | 8  | 10 | –2  |
| 6. | CA Artigas          | 8   | 3 | 0 | 5 | 9    | 9  | 12 | –3  |
| 7. | CSD Huracán Buceo   | 8   | 3 | 0 | 5 | 9    | 8  | 11 | –3  |
| 8. | CA Mar de Fondo     | 8   | 2 | 1 | 5 | 4    | 7  | 13 | –6  |
| 9. | CA Alto Perú        | 8   | 0 | 0 | 8 | 3    | 5  | 28 | –23 |

### Legenda
| Kleur | Kwalificatie voor |
| ----- | ----------------- |
|       | Play-offs         |

## Play-offs
De play-offs werd gespeeld van 30 november tot en met 15 december 2020. Oorspronkelijk zouden de wedstrijden plaatsvinden in oktober en november, maar omdat er wedstrijden uit de groepsfase waren verplaatst, werden ook de play-offs verzet.
In de kwartfinales, die op 30 november en 2 december werden gespeeld, kwamen de groepswinnaars uit tegen de nummers vier van de andere groep. De nummers twee speelden tegen de nummers drie van de andere groep. In de halve finales, die op 5 en 9 december werden gespeeld, zouden de winnaars van A1–B4 en A2–B3 elkaar treffen, alsmede de winnaars van B1–A4 en B2–A3. De twee ploegen die de halve finales wonnen speelden op 12 en 15 december de finale. De winnaar daarvan promoveerde naar de Segunda División. De verliezer speelde in de Repechaje (nacompetitie) tegen een ploeg uit de Segunda División met een plekje in die divisie als inzet.
In de kwartfinales werd het ongeslagen CA Basáñez uitgeschakeld door Colón FC. Beide wedstrijden eindigden in een gelijkspel (Basáñez bleef dus ongeslagen), maar Colón nam de strafschoppen beter. Ook de nummers twee uit beide groepen, CA Bella Vista en CS Miramar Misiones werden uitgeschakeld. Uruguay Montevideo FC was de enige ploeg uit Groep A die zich wist te plaatsen voor de halve finales.
Uruguay Montevideo nam het op tegen groepswinnaar La Luz FC. De eerste wedstrijd eindigde in 0-0, de tweede in 1-1. In de verlenging nam Uruguay Montevideo een 1-3 voorsprong, maar La Luz wist er 3-3 van te maken. In de strafschoppenserie trok Uruguay Montevideo alsnog aan het langste eind. In de andere halve finale speelden Huracán FC en Colón tegen elkaar. Op 7 november hadden deze ploegen elkaar al getroffen in de groepsfase; Huracán won toen, hoewel beide ploegen op dat moment al zeker waren van deelname aan de play-offs. Ditmaal wist Colón in beide wedstrijden een achterstand om te buigen in een voorsprong en zich met twee 2-1 overwinningen voor de finale te kwalificeren.
In de eindstrijd eindigde het heenduel in een 1-1 gelijkspel: Uruguay Montevideo kwam voor rust op voorsprong, maar Colón maakte in de tweede helft gelijk. De tweede wedstrijd volgde eenzelfde patroon: halverwege de wedstrijd stond Uruguay Montevideo voor, maar na negentig minuten stond het 1-1. In de verlenging maakte Facundo Rodríguez vervolgens voor Uruguay Montevideo het winnende doelpunt. Hierdoor kwalificeerden de Celestes zich voor het eerst sinds het seizoen 2007/08 voor de Segunda División. Colón mocht het in de nacompetitie opnemen tegen tweedeklasser Albion FC.
|  | Kwartfinale | Kwartfinale      | Kwartfinale       | Kwartfinale | Kwartfinale |      |            | Halve finale      | Halve finale | Halve finale | Halve finale | Halve finale |    |       | Finale | Finale | Finale | Finale | Finale |
|  |             |                  |                   |             |             |      |            |                   |              |              |              |              |    |       |        |        |        |        |        |
|  | B4          | Colón (n.s.)     | 1                 | 0           | 1(4)        |      |            |                   |              |              |              |              |    |       |        |        |        |        |        |
|  | A1          | Basáñez          | 1                 | 0           | 1(2)        |      |            |                   |              |              |              |              |    |       |        |        |        |        |        |
|  | A1          | Basáñez          | 1                 | 0           | 1(2)        |      | B4         | Colón             | 2            | 2            | 4            |              |    |       |        |        |        |        |        |
|  |             |                  |                   |             |             |      | B4         | Colón             | 2            | 2            | 4            |              |    |       |        |        |        |        |        |
|  |             | B3               | Huracán           | 1           | 1           | 2    |            |                   |              |              |              |              |    |       |        |        |        |        |        |
|  | B3          | B3               | Huracán           | 1           | 1           | 2    | Huracán    | 1                 | 2            | 3            |              |              |    |       |        |        |        |        |        |
|  | B3          |                  |                   |             |             |      | Huracán    | 1                 | 2            | 3            |              |              |    |       |        |        |        |        |        |
|  | A2          | Miramar Misiones | 1                 | 1           | 2           |      |            |                   |              |              |              |              |    |       |        |        |        |        |        |
|  | A2          | Miramar Misiones | 1                 | 1           | 2           |      |            |                   |              |              |              |              | B4 | Colón | 1      | 1      | 2      |        |        |
|  |             |                  |                   |             |             |      |            |                   |              |              |              |              | B4 | Colón | 1      | 1      | 2      |        |        |
|  |             | A3               | Uruguay M. (n.v.) | 1           | 2           | 3    |            |                   |              |              |              |              |    |       |        |        |        |        |        |
|  | A4          | A3               | Uruguay M. (n.v.) | 1           | 2           | 3    | Potencia   | 0                 | 0            | 0            |              |              |    |       |        |        |        |        |        |
|  | A4          |                  |                   |             |             |      | Potencia   | 0                 | 0            | 0            |              |              |    |       |        |        |        |        |        |
|  | B1          | La Luz           | 0                 | 2           | 2           |      |            |                   |              |              |              |              |    |       |        |        |        |        |        |
|  | B1          | La Luz           | 0                 | 2           | 2           |      | A3         | Uruguay M. (n.s.) | 0            | 3            | 3(5)         |              |    |       |        |        |        |        |        |
|  |             |                  |                   |             |             |      | A3         | Uruguay M. (n.s.) | 0            | 3            | 3(5)         |              |    |       |        |        |        |        |        |
|  |             | B1               | La Luz            | 0           | 3           | 3(4) |            |                   |              |              |              |              |    |       |        |        |        |        |        |
|  | A3          | B1               | La Luz            | 0           | 3           | 3(4) | Uruguay M. | 2                 | 1            | 3            |              |              |    |       |        |        |        |        |        |
|  | A3          |                  |                   |             |             |      | Uruguay M. | 2                 | 1            | 3            |              |              |    |       |        |        |        |        |        |
|  | B2          | Bella Vista      | 0                 | 0           | 0           |      |            |                   |              |              |              |              |    |       |        |        |        |        |        |

### Finale
|                                    |                |                     |                       |                                  |
| 12 december 2020 10:00 uur (UTC−3) | Colón FC       | 1 – 1               | Uruguay Montevideo FC | Estadio José Nasazzi, Montevideo |
| 12 december 2020 10:00 uur (UTC−3) | Valenzuela 51' | Verslag (Soccerway) | 34' Machado           | Estadio José Nasazzi, Montevideo |

|                                    |                         |                     |             |                                |
| 15 december 2020 16:00 uur (UTC−3) | Uruguay Montevideo FC   | 2 – 1 n.v.          | Colón FC    | Estadio Centenario, Montevideo |
| 15 december 2020 16:00 uur (UTC−3) | Sosa 27' Rodríguez 114' | Verslag (Soccerway) | 74' Sarasua | Estadio Centenario, Montevideo |

 Uruguay Montevideo FC wint na verlenging met 3-2 over twee wedstrijden en is kampioen van de Primera División Amateur.

## Nacompetitie
Verliezend finalist Colón FC nam het op tegen Albion FC, de ploeg die in de degradatietabel van de Segunda División als een-na-laatste was geëindigd. De winnaar zou volgend seizoen in de Segunda División spelen en de verliezer zou uitkomen in de Primera División Amateur. Albion wist uiteindelijk beide wedstrijden te winnen en zo bleven beide ploegen op hetzelfde niveau spelen.
|                                   |                          |                                   |                |                                                                      |
| 19 januari 2021 19:30 uur (UTC−3) | Albion FC                | 3 – 1                             | Colón FC       | Estadio Charrúa, Montevideo Scheidsrechter: Antonio García (Uruguay) |
| 19 januari 2021 19:30 uur (UTC−3) | Godoy 38' Taján 78', 83' | Verslag (Soccerway) Verslag (AUF) | 86' Valenzuela | Estadio Charrúa, Montevideo Scheidsrechter: Antonio García (Uruguay) |

|                                   |          |                                   |                                                  |                                                                          |
| 26 januari 2021 16:50 uur (UTC−3) | Colón FC | 0 – 4                             | Albion FC                                        | Estadio José Nasazzi, Montevideo Scheidsrechter: Diego Dunajec (Uruguay) |
| 26 januari 2021 16:50 uur (UTC−3) |          | Verslag (Soccerway) Verslag (AUF) | 2' Taján 16' Brun 33' González 77' (pen.) García | Estadio José Nasazzi, Montevideo Scheidsrechter: Diego Dunajec (Uruguay) |

 Albion FC wint met 7-1 over twee wedstrijden en handhaaft zich in de Segunda División. Colón FC blijft in de Primera División Amateur.

## Topscorers
Pablo Pereira van Colón FC werd topscorer met tien doelpunten. Voor dit klassement telden zowel de groepswedstrijden als de play-offs mee.
| №  | Speler           | Club                  | Goals |
| -- | ---------------- | --------------------- | ----- |
| 1. | Pablo Pereira    | Colón FC              | 10    |
| 2. | Julián Gottesman | La Luz FC             | 6     |
| 3. | Michel Sosa      | Uruguay Montevideo FC | 5     |